# 崔樂其
崔樂其，SLM （1922年—2006年），澳門知名實業家、慈善家，誠興銀行創辦人；2001年獲澳門政府授予銀蓮花勳章。

## 生平
崔樂其與澳門著名人士、行政長官何厚鏵的父親何賢為生意上的合作夥伴，並曾擔任何賢的葡文秘書。多年來熱心於澳門公益事務，並曾歷任澳門中華總商會副會長、同善堂值理會副主席、澳門政府諮詢委員會委員等。
由於熱心公益事務，故崔樂其亦曾獲頒授多項勛章，包括葡萄牙殷皇子軍官勛章、功績紳士勳章、澳門特別行政區英勇勳章、文化功績勳章以及慈善功績勳章。
香港前政務司司長許仕仁是崔樂其的外甥。

## 外部連結
澳門百科全書:崔樂其